# Tarzan und Jane
Tarzan und Jane (auch Edgar Rice Burroughs' Tarzan und Jane) ist eine amerikanisch-kanadische, animierte Abenteuer-Fernsehserie, die auf Edgar Rice Burroughs’ Figur Tarzan basiert.
Die erste Staffel erschien auf Netflix am 6. Januar 2017, die zweite am 12. Oktober 2018. In dieser kommt es zum Crossover mit Kong: König der Affen.

## Veröffentlichung
Netflix bestellte Anfang Juni 2015 die Serie Tarzan und Jane, die wie Kong: König der Affen von 41 Entertainment und Avi Arad produziert wurde und ursprünglich für die zweite Hälfte des Jahres 2016 geplant wurde. Die erste Staffel mit acht Episoden erschien aber am 6. Januar 2017. Am 12. Oktober 2018 erschien die zweite Staffel mit fünf Episoden.
Im Mai 2019 wurde bekanntgegeben, dass Netflix die Serie nicht mehr fortsetzt.

## Handlung
Nachdem ein Flugzeug im zentralafrikanischen Dschungel abgestürzt ist, birgt die Gorilladame Kala ein Baby aus dem Wrack und bringt es zum nächstgelegenen Dorf, wo der Schamane ihn mit der Medizin von Dr. Porter heilt. Diese verändert Tarzan und gibt ihm übermenschliche Fähigkeiten vom Gorilla, Jaguar und Löwen: Stärke, Schnelligkeit, ein superfeines Gehör und er kann an Finger und Zehen Krallen ausfahren. Tarzan wird im Dschungel von Kala aufgezogen und am Rand des Dorfes von Muviro, der zehn Jahre später an der Universität London aufgenommen wird, gebildet. Im Alter von fünfzehn Jahren lernt er Jane, die Tochter von Dr. Porter, kennen und wird, nachdem er durch Videoaufnahmen der Welt als „Affenmensch“ bekannt geworden ist, eingefangen und nach London zu seinem Großvater, dem Earl of Greystoke, gebracht. Von nun an geht er dort wie Jane auf die Burroughs Academy.
Nachdem Tarzan und Jane den Tierhändlerring des Luftfrachterunternehmers Jeremy ausheben, kommt es zu Sabotageakten an der Hilfsorganisation des Earls of Greystoke. Janes Mutter Angela, internationaler Filmstar und werdende Journalistin, beschuldigt zunächst den Earl, aber Tarzan und Jane ermitteln gegen die Sabotageakte und landen schließlich im afrikanischen Dschungel, um zu verhindern, dass Muviros Dorf durch die Sabotage zerstört wird. Tarzan muss seine entführte Mutter Kala befreien und kann den Schuldigen überführen: den Neffen des Earls, Clayton Greystoke.
In der zweiten Staffel sind Tarzan und Jane in Rio de Janeiro, während der Earl und Angela dort die Hilfsorganisation unterstützen, als sie Affenwilderern auf die Spur kommen. Sie finden im Dschungel durch einen Eingeborenenstamm das Hauptversteck der Wilderer in einem Tempel einer verloren geglaubten Zivilisation. Dort stoßen sie auf den Riesenaffen Kong (aus Kong: König der Affen), der von den Wilderern an die Oberfläche geholt wurde, und landen mit ihm in seiner Heimat, der unterirdischen Dschungelwelt Pellucidar.

## Episodenliste

### Staffel 1
| Nr. (ges.)                                                                | Nr. (St.) | Deutscher Titel              | Originaltitel          | Regie         | Drehbuch             |
| ------------------------------------------------------------------------- | --------- | ---------------------------- | ---------------------- | ------------- | -------------------- |
| 1                                                                         | 1         | Ein Held wird geboren        | A Hero Is Born         | Jesse Lickman | Kaaren Lee Brown     |
| 2                                                                         | 2         | Tarzan trifft Jane           | Tarzan Meet Jane       | Jesse Lickman | Kaaren Lee Brown     |
| 3                                                                         | 3         | Im Großstadtdschungel        | In the Urban Jungle    | Jesse Lickman | Kaaren Lee Brown     |
| 4                                                                         | 4         | Gefährliche Rettung          | Dangerous Rescue       | Jesse Lickman | Kaaren Lee Brown     |
| 5                                                                         | 5         | Der Verrat                   | The Betrayal           | Jesse Lickman | Sean Catherine Derek |
| 6                                                                         | 6         | Zu Wasser und in der Luft    | By Air and by Sea      | Jesse Lickman | Sean Catherine Derek |
| 7                                                                         | 7         | Die Jagd auf den Drahtzieher | Chasing the Mastermind | Jesse Lickman | Sean Catherine Derek |
| 8                                                                         | 8         | Showdown im Dschungel        | Showdown in the Jungle | Jesse Lickman | Sean Catherine Derek |
| Alle Folgen wurden weltweit am 6. Januar 2017 auf Netflix veröffentlicht. |           |                              |                        |               |                      |

### Staffel 2
| Nr. (ges.)                                                                  | Nr. (St.) | Deutscher Titel     | Originaltitel            | Regie      | Drehbuch       |
| --------------------------------------------------------------------------- | --------- | ------------------- | ------------------------ | ---------- | -------------- |
| 9                                                                           | 1         | Ein Tag in Rio      | That Day In Rio          | Steve Ball | Jesse Porter   |
| 10                                                                          | 2         | In den Regenwald    | Into the Rainforest      | Steve Ball | Danielle Wolff |
| 11                                                                          | 3         | Affenzirkus         | Too Much Monkey Business | Steve Ball | Robert N. Skir |
| 12                                                                          | 4         | Die Ruinen          | The Ruins                | Steve Ball | Danielle Wolff |
| 13                                                                          | 5         | Rückkehr des Königs | Return of the King       | Steve Ball | Robert N. Skir |
| Alle Folgen wurden weltweit am 12. Oktober 2018 auf Netflix veröffentlicht. |           |                     |                          |            |                |

## Synchronisation
Die deutschsprachige Synchronisation entstand in der ersten Staffel nach dem Dialogbuch und unter der Dialogregie von Zoe Beck und in der zweiten Staffel von Daniel Faltin durch die VSI Synchron GmbH in Berlin.
| Rolle             | Originalsprecher | Synchronsprecher       |
| ----------------- | ---------------- | ---------------------- |
| Tarzan            | Giles Panton     | Patrick Keller         |
| Jane Porter       | Rebecca Shoichet | Anna Gamburg           |
| Angela Porter     | Marci T. House   | Jessica Walther-Gabory |
| Dr. Porter        | Paul Dobson      | Gerrit Hamann          |
| Earl of Greystoke | Paul Dobson      | Jürgen Kluckert        |
| Clayton Greystoke | Michael Dobson   | Florian Hoffmann       |
| Muviro Waziri     | Doron Bell       | Fabian Kluckert        |
| Schamane          | Doron Bell       | Lutz Schnell           |
| Chief Waziri      | Omari Newton     | Bastian Sierich        |
| Jeremy            | Giles Panton     | Christopher Kohn       |
| Kala              | Kathleen Barr    |                        |
| Kong              | Lee Tockar Anm   |                        |